# ناجح المعموري
ناجح حسين ناصر المعموري من مواليد (1944) مدينة الحلة - العراق، هو قاص وروائي وباحث عراقي متخصص في الأسطورة والأديان، حاصل على دبلوم في التربية. 

## حياته
ولد في قرية سنجار قرب مدينة الحلة، وأكمل دراسته الابتدائية والثانوية فيها، تخرج وحصل على دبلوم في التربية عام 1963، عمل في مجال التربية والتعليم حتى عام 1979، ولأسباب سياسية نقل إلى وزارة العمل والشؤون الاجتماعية، تقاعد منها عام 1988.

## العضوية والمناصب
- عضو مؤسس في الاتحاد العام للأدباء والكتاب في العراق، ورئيسه لدورتين متتاليتين من عام 2016 حتى 20 - 6 - 2022م[4][5][6]
- عضو في اتحاد الكتاب العرب
- عضو المجلس المركزي والتنفيذي في الاتحاد العام للأدباء والكتاب في العراق من عام 2010 - 2013.
- عضو لجنة إعداد نظام جائزة الإبداع في وزارة الثقافة العراقية
- مدير تحرير مجلة الجندول / الديوانية
- رئيس تحرير مجلة شبابيك / بابل
- مستشار ثقافي في هيئة الأحياء والتحديث الحضاري (جهة حكومية محلية في بابل)
- مدير مكتب صحيفة المدى / بابل
- رئيس مجلس إدارة مجلة الأديب العراقي الصادرة عن اتحاد أدباء العراق

## المؤلفات[7]
- اغنية في قاع ضيق قصص النجف 1969
- الشمس في الجهة اليسرى قصص بالاشتراك بغداد 1972
- النهر رواية عن وزارة الثقافة بغداد 1978
- شرق السدة: شرق البصرة رواية عن وزارة الثقافة 1984
- مدينة البحر رواية عن وزارة الثقافة 1986
- موسى واساطير الشرق الدار الاهلية / عمان 2001
- الاسطورة والتوراة / المؤسسة العربية للدراسات والنشر بيروت 2002
- التوراة السياسي / الدار الاهلية عمان 2002
- اقنعة التوراة / الدار الاهلية عمان 2002
- نون والقوس الاسطورة في ثلاثة نصوص للشاعر عبد الله روضان .اريد مطبعة الروزنا/ 2005
- اساطير الالهة في بلاد الرافدين / دمشق المدي 2006
- الاطراس الاسطورية في الشعر العربي الحديث / أمانة عمان الثقافية 2007
- الأطراس الاسطورية في السرد / فاروق وادي انموذجا منشورات اتحاد الادباء والكتاب بغداد 2007
- تأويل النص التوراتي / اسطورة نبات اللفاح / وعقائد الخصب الكنعاني / دمشق المدى 2008 [8]
- ملحمة كلكامش والتوراة / دمشق المدى 2009
- التفاحة والناي / الاسطورة في كتاب اليوم, كتاب الساحر / السليمانية 2009
- خطوات المطر قراءة في نصوص كردية / السليمانية 2009
- فان ايروتك / اسطورة الثلوج الخضر دراسات عن الشعر والقصة الكردية 2009
- قبعة موفق محمد / قراءة ونصوص / دمشق دار تموز 2010
- الفأر يأكل الشكولاته / الموروث / في سرديات سعدي الصالح ، دار الحوار اللاذقية 2011
- غابة العطر والنايات / الاسطوري والدنيوي / قراءة في تجربة شاكر سيفو/ دار تموز دمشق 2011
- تقشير النص / قراءة في أسطورة انانا، كلكامش وشجرة الخالوب / دمشق المدى 2012.[9]
- الاصول الاسطورية في قصة يوسف التوراتي / دمشق دار تموز 2012
- جغرافية الخراب قراءات في قميص النار للشاعر شكر حاجم الصالحي ، تحرير ، بابل 2012
- القرابات المتخيلة / دمشق دار تموز 2012
- تقشير النص/انانا كلكامش وشجرة الخالوب / دمشق دار المدى 2012
- موقد الثلج الأسطورة في الشعر الكوردي المعاصر / وزارة الثقافة أربيل 2012
- الجنس في اساطير واديان الشرق/ دمشق دار تموز 2012
- الاصول الاسطورية في قصة يوسف التوراتي / دمشق دار تموز 2012
- القرابات المتخيلة / دمشق دار تموز 2012
- تقشير النص/انانا كلكامش وشجرة الخالوب / دمشق دار المدى 2012
- موقد الثلج الأسطورة في الشعر الكوردي المعاصر / وزارة الثقافة أربيل 2012
- كتاب الفوتغرافيا/ الأبيض كان اسود / دار تموز دمشق 2012
- الرمز الأسطوري في الفن العراقي / جواد سليم انموذجا / دائرة الفنون التشكيلية بغداد 2013
- هل كان الشاعر ساحرا ؟ الاسطورة في الشعر / دمشق / دار تموز 2013
- متخيل الشعر في الاساطير/ الاب يوسف سعيد انموذجا / أربيل دائرة الثقافة والفنون السريانية 2014
- الجنس والاسطورة في النحت الحديث / دار تموز دمشق 2014
- الأصول المصرية لتابوت العهد / دار تموز دمشق.2014
- المسكوت عنه في ملحمة كلكامش / دمشق دار المدى 2015.[10]
- تأويل النص التوراتي/ قميص يوسف انموذجا / دار تموز دمشق. 2015.
- التوراة وطقوس الجنس المقدس دار المدى 2016.[11]
- عنف المقدس (في الأساطير العراقية) ، دار المدى ، 2021.